# Batalla de Cartago Nova (206 a. C.)
El asedio de Cartago Nova o segunda batalla de Cartago Nova fue una batalla que tuvo lugar entre los cartagineses y los romanos cerca de Cartago Nova en 206 a. C.. La primera batalla de Cartago Nova tuvo lugar el año 209 a. C.

## Antecedentes
Tras la derrota cartaginesa en la batalla de Ilipa, los turdetanos se pasaron en masa al bando romano, y Asdrúbal Giscón y Magón Barca se vieron confinados con sus tropas en la ciudad de Gadir, inaccesible a un asalto romano. Terminada la revuelta de Sucro y la de Indíbil y Mandonio, Escipión el Africano envió a Lucio Marcio Séptimo por tierra y Cayo Lelio por mar, que obtuvieron ambos victorias en las batallas del Guadalquivir y de Carteia, reduciendo los dominios cartagineses a Gadir.

## La batalla
Magón embarcó sus últimas fuerzas, consistente en unos pocos miles de hombres y algunos barcos y recorrió la costa hasta llegar a Cartago Nova, donde anclaron las naves y desembarcaron las tropas, pero los romanos rechazaron el ataque.

## Consecuencias
Magón Barca retornó derrotado a Gadir, donde sus ciudadanos le cerraron las puertas y ya negociaban con los romanos, por lo que abandonó la ciudad y fue a las islas Baleares, donde pasó el invierno en Portus Magonis para navegar el año siguiente en el norte de Italia e intentar sublevar a los ligures.